# Pregador Luo Apresenta: 7T SP
Apresenta 7T SP é um álbum de estúdio lançado pelo grupo de hip-hop cristão Apocalipse 16 e pelo rapper Pregador Luo.
Foi lançado em 2007 sucedendo Ao Vivo, e contém quatorze faixas, com destaque para "Vou Colher Sorrindo" e "Eu Te Amo Tanto".
Luo planejava este projeto desde 2002, e pode ser concretizado após muito esforço dos membros do grupo Apocalipse 16. Trata-se de uma coletânea invertida, onde os respectivos cantores recebem a participação do Pregador Luo em suas faixas.
A única canção que não possui participação do rapper fundador do Apocalipse 16 é a faixa 09 "Pai, Ouve Minha Prece" do Robert MC, sendo também a única faixa de toda a discografia do grupo a não conter o vocal de Luo.
Em 2020 o álbum, junto com toda a discografia do grupo Apocalipse 16, foi finalmente lançado nas plataformas de streaming de música.

## Faixas
1. Vou Colher Sorrindo
2. Eu Não Vou Parar (part. Sérgio Saas)
3. Achei (part. Silvera)
4. Preparar, Apontar, Fogo (part. Ton Carfi e Jessé)
5. O Início do Fim (part. Convocados)
6. Milagres Acontecem (part. Lito Atalaia e Luciano Claw)
7. Eu Te Amo Tanto (part. Viviane Carvalho)
8. Meu Amigo (part. Aline e Andreia)
9. Pai, Ouve Minha Prece (Robert Mc)
10. Conheça Jesus (part. Jack Ribas)
11. Alvo Mais que a Neve (part. Rogério Sarralheiro)
12. Ideia Forte (part. Sacerdotes MC's)
13. Cidade de Neon (part. Capitania 33)
14. Nada Vai me Deter (part. Coral Resgate para a Vida)

## Ficha Técnica
Produção Executiva: Pregador Luo
Produtor Executivo: 7 Taças
Produzido por: Pregador Luo, Luciano Claw, Rogério Sarralheiro, Silvera, Duck Jam e Cuco
Masterizado por: Ricardo Nagata, no Creative Estúdio
Fotos: Marcelo Hamamoto

Arte Gráfica: Alexandre Cordeiro